# 湾区翼龙
灣區翼龍（英語：Bay Area Dragons）是曾参加东亚超级联赛的一支职业篮球队，球队总部设于香港，为东亚超级联赛的大中华区代表球队之一。

## 历史
湾区翼龙前身为湾区晋裕凤凰，在中国香港篮球总会和国际篮联支持下于2021年年底创建，该球队同时也是东亚超级联赛下属的特许参赛球队，主场计划设于香港，并计划与台湾P. LEAGUE+冠军共同作为东亚超级联赛在大中华区的参赛球队，参加主客场制的东亚超级联赛。前CBA球队浙江广厦总经理刘全胜被聘任为该球队的首任总经理。
由于COVID-19疫情原因，主客场赛制的东亚超级联赛长时间未能举办，因此湾区晋裕凤凰选择以特邀球队身份参加2022-23赛季PBA委員盃。为与菲律宾篮球协会已存在的凤凰燃料大师相区分，湾区晋裕凤凰正式更名为湾区翼龙，而曾在CBA多支球队执教的澳大利亚籍教练布莱恩·戈尔则于2022年5月被任命为球队主教练，并与球队签约两年。
球队主体结构成立后，先后网罗了刘晓宇、刘传兴、朱松玮、郑祺龙等CBA球员，因此在中国大陆传出“湾区翼龙砸钱抢人”的说法，随后俱乐部总经理刘全胜在接受采访时仅表示俱乐部有预算，并非砸钱抢人。
2023年7月灣區翼龍由於與晉裕籃球隊的合作，2023-24賽季的名稱使用「晉裕灣區翼龍」。
2023年9月灣區翼龍解散。

## 荣誉
菲律宾篮球协会（PBA）
亚军（1）: 委員盃（2022-23赛季）

## 相关链接
- 官方网站